# Descapotable

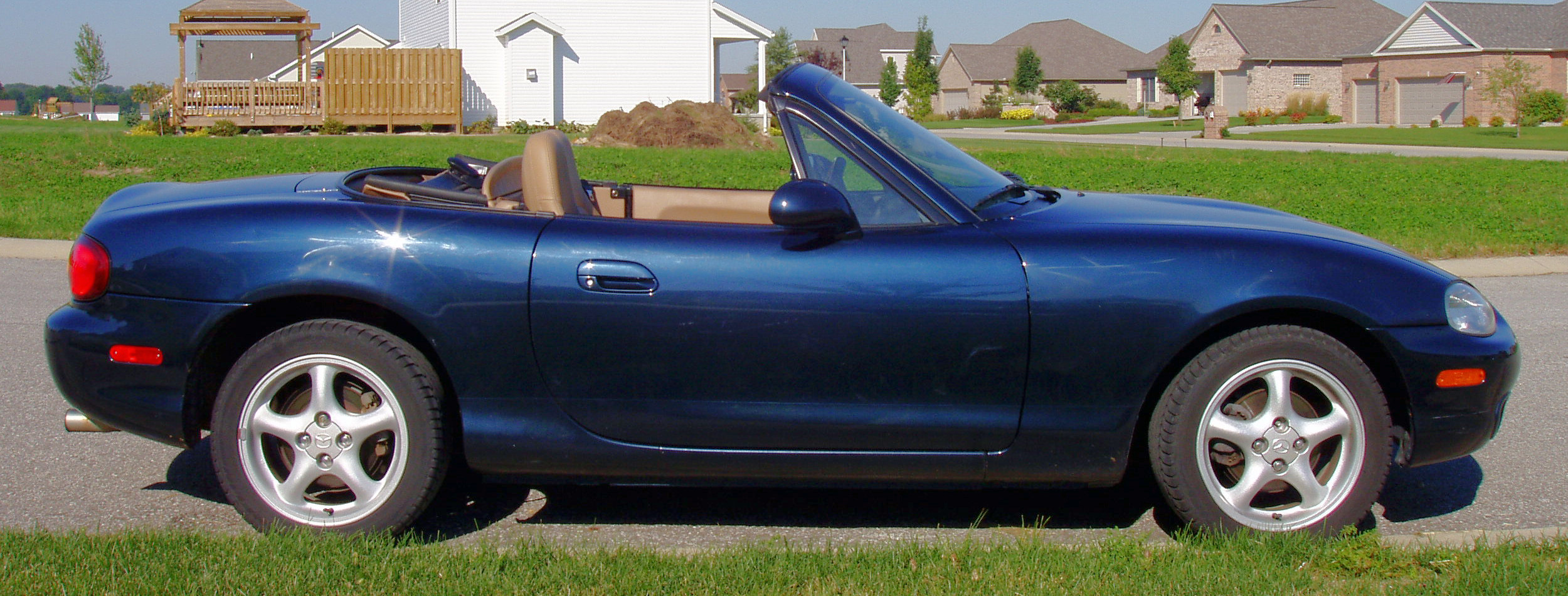
Mazda MX-5, un descapotable modern.

Un descapotable (també anomenat convertible o cabriolet) és una mena de carrosseria d'automòbil sense sostre o el sostre del qual es pot treure o bé plegar i desar al maleter. Aquest sostre, denominat capota, pot ser de vinil, roba, plàstic o de metall. Popularment es diu cabrio i de vegades es denomina erròniament cupè a causa del màrqueting dels fabricants d'automòbils quan van començar a ajuntar les denominacions coupé-cabriolet per referir-se als descapotables amb sostre metàl·lic. Pràcticament tots els descapotables tenen només dues portes laterals, pel fet que obertures més grans causarien problemes estructurals al xassís.

## Història

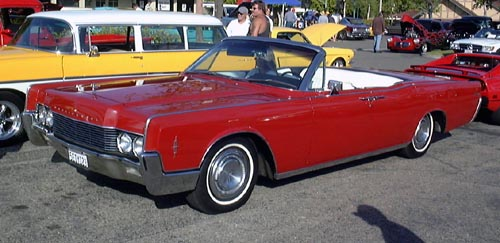
Lincoln Continental, descapotable amb quatre portes.

En l'època dels cotxes antics, el descapotable fou el disseny de carrosseria gairebé exclusiu. No va ser sinó fins al 1910 que Cadillac va introduir el primer automòbil de disseny tancat. Una combinació de motors dèbils i la percepció que un cotxe tancat semblava un vagó, va fer que aleshores no hi havia demanda de cotxes de sostre metàl·lic. Fins a mitjan anys vint, foren els descapotables els vehicles més venuts, ja que la construcció, més senzilla que la dels "sedan" de carrosseria tancada, permetien una més gran facilitat tècnica, i un preu més barat. Més endavant, la producció de descapotablesva minvar, degut a una combinació de factors, entre ells, una exigència del govern dels Estats Units, als anys 1970, per incrementar la seguretat en cas de bolcar, cosa que va fer dubtar els fabricants sobre continuar aquesta mena de cotxe, davant les noves restriccions. En aquella dècada, el descapotable va pràcticament a desaparèixer, fins al punt que el 1976, el Cadillac Eldorado va ser publicitat com a «El darrer convertible dels Estats Units». Durant aquest període de baixa producció, el model T-top va esdevenir una popular alternativa als descapotables, especialment en els anomenats muscle car. En altres llocs del món, i en particular a Europa, la producció de descapotables va ser més continuada.
No fou fins a la dècada del 1980 que els descapotables varen tornar a aparèixer al mercat nord-americà, i es van consolidar amb el Mazda MX-5, a la dècada de 1990. En l'actualitat, la major part dels fabricants d'automòbils ofereixen models descapotables.

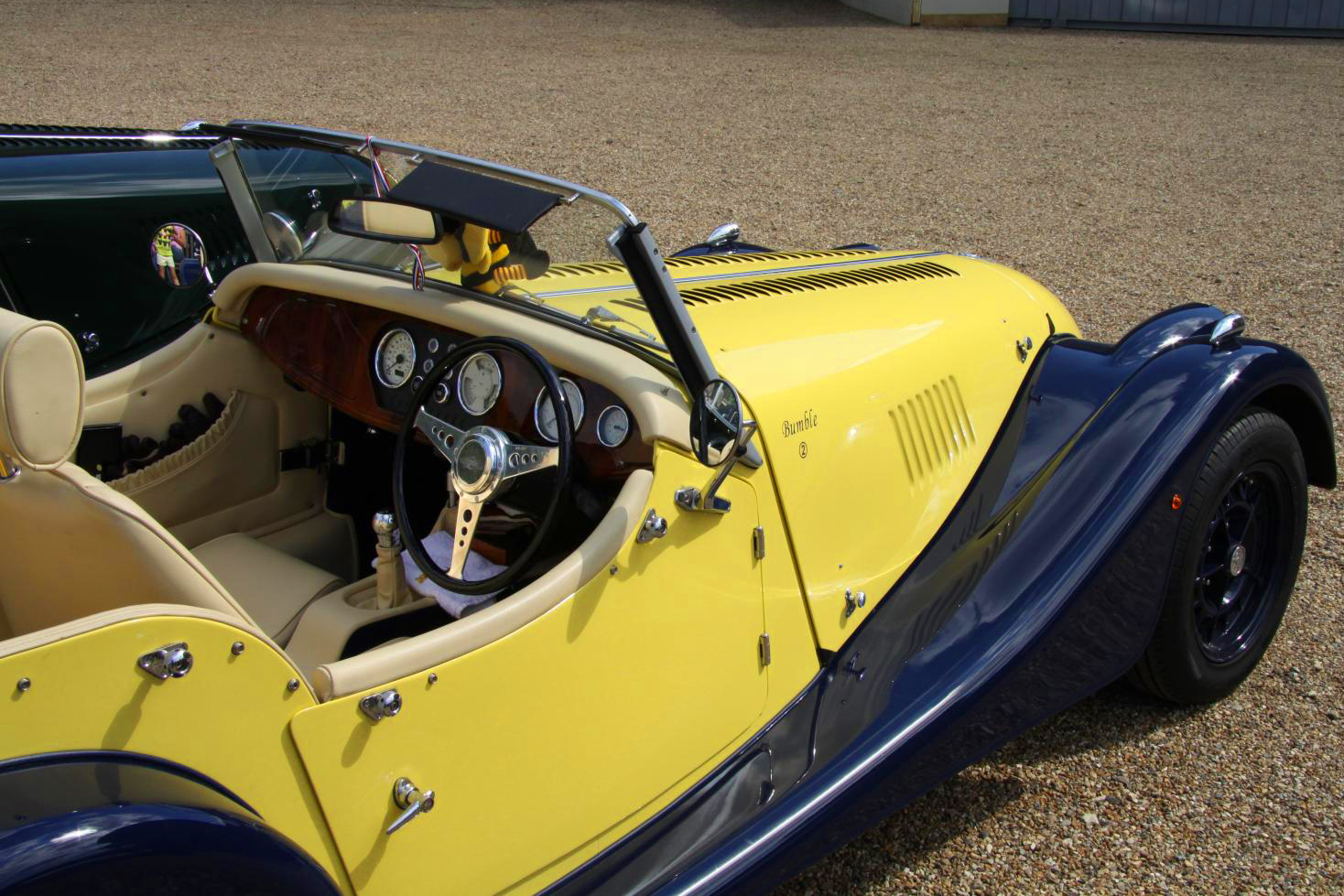
Cabina d'un Morgan roadster actual.

## Roadster

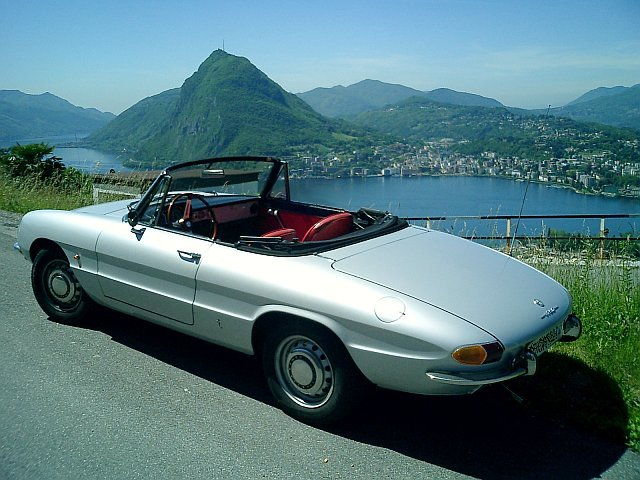
Alfa Romeo Spider Duetto de 1967.

Els automòbils esportius biplaça amb carrosseria descapotable s'anomenen de vegades roadster. Són cotxes generalment molt lleugers i amb tracció al darrere. El terme ve de l'anglès, i es feia servir per descriure els antics esportius descapotables, que tenien dues places i un banc plegable per dues altres persones al maleter. Alguns models antics no tenien capota, sinó que l'automòbil quedava completament obert, i sense finestretes laterals. El Jaguar XK és un cotxe amb les característiques del típic roadster anglès. Amb la crisi del petroli dels 1970, les vendes de cotxes esportius varen disminuir, i els roadsters van desaparèixer. El 1989, la marca japonesa Mazda va reinventar el roadster amb el seu MX-5.
Els fabricants italians, com ara Alfa Romeo, Fiat i Ferrari anomenen aquest tipus de carrosseria com a Spider (o Spyder). Els alemanys l'anomenen sovint Speedster; un cotxe clàssic alemany que empra aquest mot és el Porsche 356 Speedster.
Un possible origen del nom de spider es remuntaria temps enrere a un tipus de petit carruatge de cavalls anomenat Sulky, popular als Estats Units al segle xix, molt lleuger, d'una sola banqueta, dotat d'unes ballestes grans i molt flexibles que aportaven una confortable comoditat als viatgers. Les enormes rodes que tenia li donaven un aspecte estrany, que en certa manera recordaba una aranya (spider en anglès).

## Sostre targa (Targa Top)

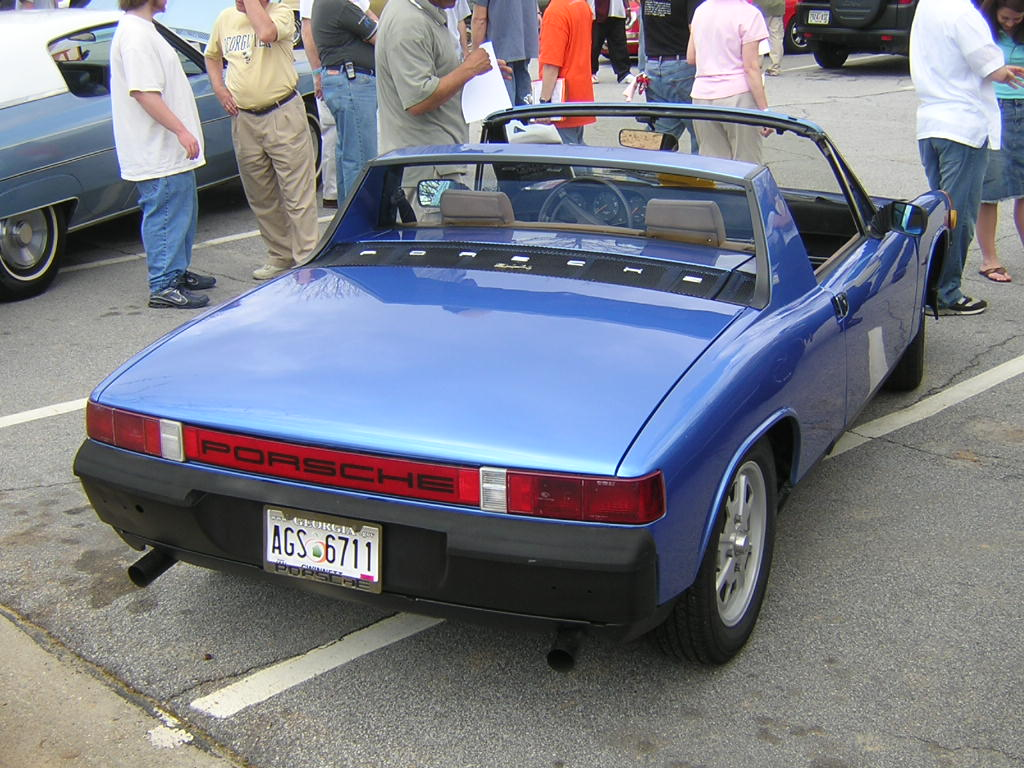
Carrosseria tipus "targa" en un Porsche 914.

El Targa Top, també conegut com a Surrey Top, és un tipus de carrosseria semi-descapotable d'automòbil. Es tracta d'una carrosseria oberta que disposa d'una barra de protecció en accidents (sovint molt ampla), una finestra del darrere fixa o desmuntable i una secció del sostre entre el parabrisa i la barra de protecció que es pot desmuntar amb facilitat.
La nomenclatura "targa" es va popularitzar amb la introducció del Porsche 911 Targa de 1965, tot i que el primer cotxe d'aquest tipus va ser llançat realment cinc anys abans i va ser el Triumph TR4 el 1961, que oferia aquest sostre com a opció i era comunament conegut com a "Surrey Top". També va ser utilitzat en els Saab Catherina de 1964. El nom targa va ser adoptat per Porsche a la carrera de Targa Florio en la qual va competir.

## Open Air (Open Top - Rag Top)
L'open Air, és un tipus de carrosseria semi descapotable, conformada per un sostre de lona o vidre removible. La característica definitòria d'aquest tipus de carrosseries és que només la part superior de l'automòbil pot ser desmuntada o plegada, i els vidres laterals i posteriors en alguns casos no poden desmuntar-se. Exemples de cotxes amb aquesta carrosseria són el Citroën C3 Pluriel, Volkswagen Polo i el Renault Twingo.